# المقادمة (جبلة)

تعديل مصدري - تعديل

المقادمة هي إحدى قرى عزلة المكتب بمديرية جبلة التابعة لمحافظة إب، بلغ تعداد سكانها 1320 نسمة حسب تعداد اليمن لعام 2004.